# Любовта се приземи върху теб
„Любовта се приземи върху теб“ (на корейски: 사랑의 불시착; Sarangui bulsichak) е южнокорейски сериал, който се излъчва от 14 декември 2019 г. до 16 февруари 2020 г. по tvN.
Това е вторият най-високо оценен южнокорейски сериал в историята на кабелната телевизия.

## Сюжет
Юн Се-ри е наследница на конгломерат в Южна Корея. Един ден, докато лети с парапланер, тя е отнесена от торнадо от Южна в Северна Корея. Там я открива И Джонг-хьок, офицер от севернокорейската армия, който я приютява и пази, докато организарат завръщане ѝ в родината. По-късно Джонг-хьок е принуден да замине за Южна Корея, за да спаси Се-ри от покушение. Въпреки напрежението между страните им, двамата започват да се влюбват един в друг.

## Актьори
- Хьон Бин – Ри Джонг-хьок
- Сон Йе-джин – Юн Се-ри
- Ким Джонг-хьон – Гу Сънг-джун / Алберто Гу
- Со Джи-хе – Со Дан
- Янг Кьонг-уон – Пьо Чи-су
- Ю Су-бин – Ким Джу-мок
- Танг Джун-санг – Гъм Ън-донг
- И Шин-йонг – Пак Куанг-бом

## Рейтинги
| № на епизод | Дата на излъчване | AGB Nielsen | AGB Nielsen |
| № на епизод | Дата на излъчване | Национален  | Сеул        |
| ----------- | ----------------- | ----------- | ----------- |
| 1           | 14 декември 2019  | 6.074%      | 6.558%      |
| 2           | 15 декември 2019  | 7.845%      | 7.841%      |
| 3           | 21 декември 2019  | 7.414%      | 7.689%      |
| 4           | 22 декември 2019  | 9.499%      | 9.409%      |
| 5           | 28 декември 2019  | 9.730%      | 9.794%      |
| 6           | 29 декември 2019  | 9.223%      | 9.535%      |
| 7           | 11 януари 2020    | 9.394%      | 9.738%      |
| 8           | 12 януари 2020    | 11.349%     | 12.031%     |
| 9           | 18 януари 2020    | 12.516%     | 12.355%     |
| 10          | 19 януари 2020    | 14.633%     | 15.903%     |
| 11          | 1 февруари 2020   | 14.238%     | 14.648%     |
| 12          | 2 февруари 2020   | 15.933%     | 16.413%     |
| 13          | 8 февруари 2020   | 14.097%     | 14.620%     |
| 14          | 9 февруари 2020   | 17.705%     | 18.612%     |
| 15          | 15 февруари 2020  | 17.066%     | 17.406%     |
| 16          | 16 февруари 2020  | 21.683%     | 23.249%     |
| Среден      | Среден            | 12.150%     | 12.863%     |
| Специален   | 4 януари 2020     | 4.810%      | 4.253%      |
| Специален   | 5 януари 2020     | 3.975%      | 3.252%      |
| Специален   | 25 януари 2020    | 4.180%      | 4.283%      |

## В България
В България сериалът се предлага на Нетфликс в оригинално аудио с български субтитри.